# Копс, Эрланн
Эрланн Копс (дат. Erland Kops; 14 января 1937, Копенгаген, Дания — 18 февраля 2017) — датский бадминтонист, многократный победитель и призёр крупных международных турниров, серебряный (1970) и бронзовый (1972) призёр чемпионатов Европы.

## Спортивная карьера
Начал играть в бадминтон в Københavns Badminton Klub в 1948 г. С 1958 по 1960 г. работал в Восточно-Азиатской компании в Таиланде. В 1959 г. победил на национальном первенстве этой страны в одиночном разряде.
Являлся одним из лидеров европейского бадминтона в 1960-х гг. Представлял Данию на 44 международных турнирах с 1957 по 1972 гг. В 1958 г. положил конец восьмилетнему доминированию малайских игроков на Открытом чемпионате Англии по бадминтону (All England) по бадминтону, выиграв турнир в мужском одиночном разряде. В период с 1958 по 1969 г. он 11 раз побеждал на том турнире — 7 раз в мужском одиночном разряде, 4 раза в парном разряде. Сочетал в игре невероятную скорость, мощь и выносливость с впечатляющей виртуозностью ударов.
Эрланд 5 раз выигрывал чемпионат Дании в мужском одиночном разряде (1961, 1962, 1964, 1965, 1967) и 4 раза в парном разряде (1961, 1965, 1968, 1969). На Северных 5 раз становился победителем в мужском одиночном разряде, 3 раза в мужском парном разряде и ещё 2 раза в смешанном парном разряде.
В 1961 г. он был признан спортсменом года Дании.
В начале 1970-х гг. ограничивался выступлениями на крупных турнирах в парном разряде со Свендом При и Хеннингом Борчем. Становился серебряным (1970) и бронзовым (1972) призёром чемпионатов Европы в парном разряде.
Был племянником боксеров Эббе и Пола Копсов, оба участвовали в летних Олимпийских играх.

## Достижения

### Одиночный разряд
Победитель:
- Открытый чемпионат Англии (1958, 1960, 1961, 1962, 1963, 1965, 1967)
- Всеиндийский чемпионат (1960)
- Открытый чемпионат Швейцарии (1960)
- Открытый чемпионат Канады (1961, 1963, 1967)
- Открытый чемпионат Франции (1961)
- Открытый чемпионат Швеции (1962, 1964)
- Открытый чемпионат Германии (1962, 1963, 1964, 1966, 1967, 1968)
- Открытый чемпионат США (1963, 1965, 1967)
- Северные игры (1964, 1965, 1966, 1966, 1967)
- Открытый чемпионат Мексики (1965)
- Открытый чемпионат Нидерландов (1967)
- Открытый чемпионат Малайзии (1967)
- Открытый чемпионат Норвегии (1967)

Серебряный призёр:
- Открытый чемпионат Англии (1957)
- Открытый чемпионат Нидерландов (1958, 1969)
- Открытый чемпионат Франции (1966)
- Открытый чемпионат Сингапура (1967)
- Открытый чемпионат Дании (1968, 1970)
- Открытый чемпионат Норвегии (1970)

### Парный разряд
Победитель:
- Открытый чемпионат Англии (1958, 1967, 1968, 1969)
- Открытый чемпионат Нидерландов (1958, 1967, 1969, 1971, 1972)
- Всеиндийский чемпионат (1960)
- Открытый чемпионат Швейцарии (1960)
- Открытый чемпионат Франции (1961)
- Открытый чемпионат США (1963, 1967)
- Открытый чемпионат Канады (1963)
- Открытый чемпионат Германии (1963, 1964)
- Северные игры (1964, 1965, 1966, 1967, 1971)
- Открытый чемпионат Мексики (1965)
- Открытый чемпионат Норвегии (1967)
- Открытый чемпионат Швеции (1969, 1971)
- Открытый чемпионат Дании (1970)

Серебряный призёр:
- Открытый чемпионат Малайзии (1959)
- Открытый чемпионат Канады (1961, 1967)
- Открытый чемпионат Германии (1962, 1967)
- Открытый чемпионат Англии (1964, 1965)
- Открытый чемпионат Швеции (1967)

### Микст
Победитель:
- Открытый чемпионат Германии (1957)
- Открытый чемпионат Швейцарии (1960)
- Открытый чемпионат Франции (1961, 1966)
- Северные игры (1965, 1967)
- Открытый чемпионат США (1969)

Серебряный призёр:
- Открытый чемпионат Канады (1963)
- Открытый чемпионат Норвегии (1971)

## Награды и звания
Королевой Маргрете II был возведен в рыцарское достоинство. Кавалер Почетного креста ордена Даннеброга (2000).
Был введен в Зал славы датского спорта (1992) и в Всемирный Зал славы бадминтона (1997). В 2013 г. был введен в европейский Зал славы бадминтона в качестве первого члена. Также являлся почетным членом Датской спортивной федерации и Федерации биатлона Дании, был удостоен премии Герберта Шееле Всемирной федерации бадминтона.